# 代肖
代肖（德語：Dechow，發音：[ˈdeːçoː]）是德国梅克伦堡-前波美拉尼亚州西北梅克伦堡县的市镇，面积15.14平方千米，2023年12月31日人口为183人。